# Möll
Möllen (formodentlig fra slovensk: Mel , "murbrokker") er en flod i den nordvestlige del af Kärnten i Østrig. Den er en biflod fra venstre til Drava, der er en biflod til Donau.

## Forløb
Floden har sit udspring i Hohe Tauern i de centrale østalper på Pasterzegletscheren ved foden af Grossglockner, Østrigs højeste bjerg. Den er 84 km lang og har udløb i Drava nær Möllbrücke. I begyndelsen af sit løb, i den sydøstlige ende af Pasterzegletscheren, løber den ind i Margaritzereservoiret, hvorfra en del af vandet pumpes gennem tunneler under Alpernes hovedkam og Mt. Wiesbachhorn til reservoirerne i Verbund vandkraftværk i Kaprun, Salzburg .
Möll løber derefter ned til Heiligenblut, parallelt med Großglockner-Hochalpenstraße, og længere mod syd adskiller bjergene i Schobergruppen i vest fra Goldberggruppen i øst. I kommunen Winklern, nær grænsen til Tyrol (Østtyrol) ved Iselsbergpas drejer den mod øst, løber gennem den brede, nedre del af Möll-dalen (tysk: Mölltal) langs den nordlige kant af Kreuzeckgruppen .
Nedstrøms nær Stall løber Möll igen ind i Gößnitz-reservoiret. Ved Obervellach møder flodløbet af den parallelle Tauernbahn, der kommer fra fra Mallnitz og den sydlige indgang til Tauerntunnellen. I nærheden af Kolbnitz (i Reißeck) og dens sammenløb med Drava er Möll igen opdæmmet for at skabe Rottaureservoiret. Herfra ledes noget af vandet til den nederste fase af Malta-Reisseck kraftværk i Möllbrücke.
Möll er en populær ''white water river'' forkajak og en af de foretrukne raftingfloder i Kärnten.

## Galleri
- Gößnitzreservoiret
- Möll nær Penk set fra Zwenberg
- Rafting i nærheden af Napplach
- Rottau udligningsbassin. Til højre: Oberwasser-kanalen, der fører til Möll Valley Power Station. Venstre: den naturlige flodseng, som kun en lille del af vandet løber i.
- Kraftwerk Mölltal. Vandet tømmes her ind i Drau før den faktiske udmunding til venstre.